# Resolução do Conselho de Segurança das Nações Unidas
As decisões do Conselho de Segurança das Nações Unidas são habitualmente designadas como resoluções. Visam apontar a solução para algum problema relacionado com a manutenção ou promoção da paz e segurança internacionais.

## Definição
Uma resolução do Conselho de Segurança das Nações Unidas é um texto com valor jurídico vinculativo, contrariamente a uma resolução da Assembleia-geral. Está consagrada no direito internacional público pelo artigo 25 da Carta das Nações Unidas: « Os membros da Organização comprometem-se a aceitar e aplicar as decisões do Conselho de Segurança conforme a presente Carta.»
O termo usado originalmente na Carta das Nações Unidas é « decisão », o termo «resolução» não figura em nenhuma parte do texto. A palavra é um anglicismo. A Carta (artigo 27) faz distinção entre dois tipos de decisão: as que são sobre questões de procedimentos e as que são sobre todas as restantes questões. No uso corrente, as resoluções são as « decisões sobre todas as restantes questões » (artigo 27 alínea 3), geralmente previstas nos capítulos VI (Regulação pacífica dos diferendos), VII (Acção em caso de ameaça contra a paz, de ruptura da paz e actos de agressão) e VIII (Acordos regionais) da Carta das Nações Unidas.
A resolução, no sentido dado pela ONU, designa assim toda e qualquer decisão que diga respeito a pontos precisados na Carta que não se sobreponham a:
- competências próprias do Conselho de Segurança relacionadas com o seu funcionamento interno;
- competências próprias dos órgãos das Nações Unidas, além do Conselho de Segurança (em especial as que fixam os seus regulamentos internos);
- pontos relacionados com certos conselhos, organizações e agências ligadas à ONU.

De facto, o Conselho de Segurança não é o único órgão das Nações Unidas a tomar decisões ditas «resoluções». Certas decisões da Assembleia-geral, de um órgão subsidiário da Assembleia-geral ou de qualquer outra organização são igualmente chamadas «resolução».

## Mecanismo de funcionamento
A elaboração de uma resolução segue muitas vezes um longo caminho. É em geral uma solução para um problema que foi levantado ou submetido pelo secretário-geral, pela Assembleia-geral ou por um Estado membro da ONU. Define as acções a empreender para o resolver. Podem passar vários meses no processo de um projecto de resolução ser redigido, discutido, votado e aplicado.
Os projectos de resolução, os aditamentos e as proposições de fundo são em princípio submetidas aos representantes por escrito, segundo o artigo 31 do regulamento interno do Conselho de Segurança. Na condução dos debates no Conselho, as propostas principais e os projectos de resolução têm prioridade na ordem em que são apresentados.
A iniciativa de um projecto ou de uma proposta de resolução chega aos membros de Conselho de Segurança, permanentes e não-permanentes. Qualquer membro das Nações Unidas convidado a participar nos debates do Conselho de Segurança segundo o artigo 32 da Carta pode apresentar propostas e projectos de resolução. Mas estes só serão colocados em discussão por iniciativa de um dos membros do Conselho de Segurança.
Mesmo que um projecto (ou uma proposta) de resolução não seja apoiado senão por uma minoria dos membros do Conselho de Segurança, nada nem ninguém poderá impedir que o projecto avance até à votação. No entanto, poderá ser retirado a qualquer momento, desde que não tenha sido sujeito a votação. Apesar disso, um membro que suporte um projecto poderá pedir a sujeição à votação, tomando como seu o projecto de resolução e beneficiando do mesmo nível de prioridade que teria se o seu autor não o tivesse retirado. Assim, se um projecto é alvo de numerosas alterações, o presidente do Conselho de Segurança determinará a ordem em que este será posto em votação. Ao longo dos anos, uma prática tacitamente aceite foi sendo imposta: as alterações que mais se afastam do projecto original têm prioridade diferente das que lhes são mais próximas.

## Endereço de uma questão ao Conselho de Segurança
Vários procedimentos estão definidos na Carta das Nações Unidas em relação às questões que podem ser submetidas à apreciação do Conselho de Segurança :
- Capítulo IV: Assembleia-geral:
  - Artigo 10: «A Assembleia-geral pode discutir todas as questões ou assuntos no quadro da presente Carta [e] formular estas questões ou assuntos segundo recomendações aos membros da Organização das Nações Unidas, ao Conselho de Segurança, ou aos membros da Organização e do Conselho de Segurança»;
  - Artigo 11, alínea 3: «A Assembleia-geral pode chamar a atenção do Conselho de Segurança sobre situações que pareçam fazer perigar a paz e a segurança internacionais»;
- Capítulo VI: Regulamento pacífico de diferendos
  - Artigo 35, alínea 1: «Todo o membro da Organização pode chamar a atenção do Conselho de Segurança ou da Assembleia-geral sobre um diferendo ou uma situação de natureza visada no Artigo 34»;
  - Artigo 35, alínea 2: «Um Estado que não seja membro da Organização pode chamar a atenção do Conselho de Segurança ou da Assembleia-geral sobre qualquer diferendo em qualquer parte, desde que aceite, no final deste preâmbulo, e no final do diferendo, as obrigações de regulação pacífica previstos na presente Carta»;[3]